# 雅达利Lynx
Atari Lynx是生產商雅達利公司（Atari Corporation）於1989年發佈的手提式遊戲機，是世上首款設有彩色液晶顯示屏的手提電子遊戲機，與任天堂的GameBoy遊戲機同年推出。及後由於銷量並不理想，即使於1990年推出改良版Lynx II，但仍未能吸引遊戲開發商生產足夠的遊戲，而最終隨Atari與JT Storage合併而消失於市場。

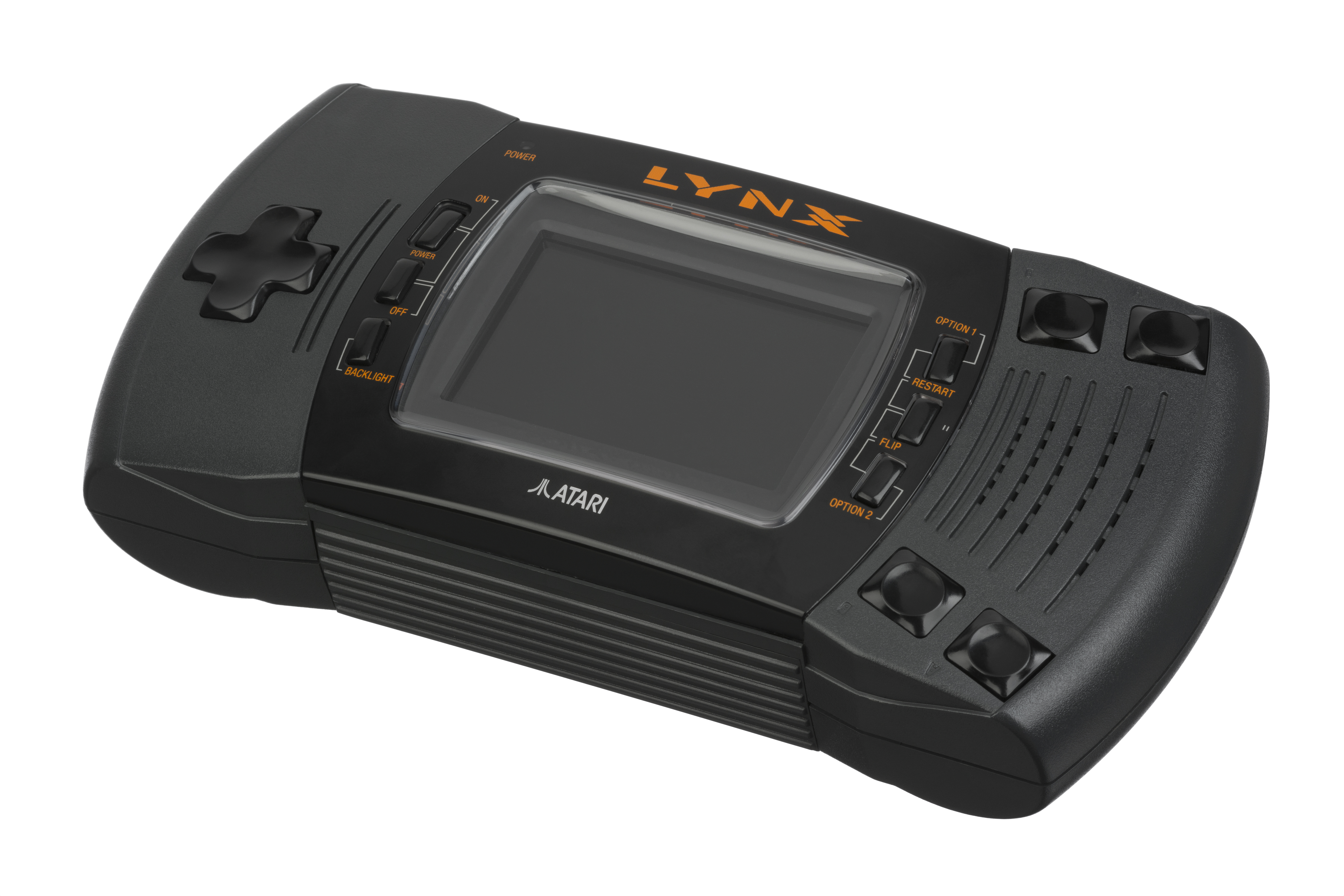
Atari Lynx II

## 技術規格
- 處理器：MOS 65SC02，最高運作頻率為4 MHz（平均以約3.6 MHz運作）
  - 8位元處理器，設有16位元的記憶體定址能力
  - 音效處理引擎
    - 4聲道音效
    - 8位元DAC／每聲道（4聲道 × 8位元DAC／每聲道 = 常列為32位元音效）

  - LCD的視訊DMA驅動程式
    - 4,096色、12位元色板
    - 單一掃瞄線能同時顯示最多16色的單一色板（4位元），經色板轉換後可顯示多於16色

  - 8個系統計時器，當中2個供LCD計時用，1個為UART用
  - 設有中斷要求控制器
  - UART（為ComLynx而設）
  - 512位元組唯讀記憶體供開機程序及遊戲卡暫存
- Suzy 16位元可編程CMOS晶片，以16 MHz運作
  - 顯示引擎
    - 硬體繪圖顯示加速
    - 無限數量的高速圖像單元（Sprite）支援，設有碰撞偵測功能
    - 硬件支援的圖像單元高速縮放、變形及反轉效果支援
    - 高速的硬件壓縮圖像單元解壓支援
    - 硬件支援截剪及多向滑動圖像單元顯示能力
    - 可變的圖像更新率支援，最高可達每秒75幅
    - 顯示解像度達160 x 102，合共16,320像素

  - 數學運算處理器
    - 硬件支援 16位元 x 16位元 合共32位元之乘數運算並選擇性支援加數，反向支援 32位元／16位元 → 16位元之除數
    - 支援處理器運算以外，同時運算一項乘或除數指令的運算
- 記憶體：64KB 120ns DRAM
- 儲存裝置：卡帶—曾推出容量為128、256及512KB的卡帶，經bank-switching邏輯支援後容量可達2 MB，部份非原廠卡帶設有EEPROM記錄最高分數之用
- 連接介面：
  - 3.5mm耳機接頭，支援多聲道耳機，Lunx只作單聲道輸出
  - ComLynx多機連線串聯埠
- 顯示屏：3.5英吋（對角）液晶顯示屏
- 電池：使用6粒AA乾電，提供約4至5小時使用時間